# Sinodo di Laodicea
Il Sinodo di Laodicea conosciuto anche come concilio provinciale di Laodicea fu un sinodo regionale di circa 30 chierici dell'Asia Minore che si riunirono tra circa 363-364 a Laodicea al Lico, nella Frigia Pacatiana.

## Contesto storico
Il sinodo ebbe luogo subito dopo la conclusione della guerra tra l'Impero Romano e Impero persiano, condotta dall'imperatore Flavio Claudio Giuliano. Giuliano, l'ultimo imperatore costantiniano, che tentò di dare vitalità al paganesimo con misure anticristiane. Dopo la sua morte in battaglia il 26 giugno 363, ufficiali dell'esercito elessero il cristiano Gioviano come suo successore, che nella sua posizione precaria pose fine alla guerra con la Persia in senso sfavorevole per Roma. Gli succedette presto Valentiniano I, fratello di Valente imperatore d'Oriente.

## Maggiori preoccupazioni
Le preoccupazioni principali del sinodo riguardavano la regolamentazione della condotta dei membri della chiesa. Il Sinodo ha espresso i suoi decreti, sotto forma di regole scritte o canoni. Furono decretati 60 canoni miranti a:
- Mantenere un ordine tra vescovi, clero e laici (canoni 3-5, 11-13, 21-27, 40-44, 56-57)
- Far applicare un comportamento modesto dai chierici e laici (4, 27, 30, 36, 53-55)
- Regolazione approccio con gli eretici (canoni 6-10, 31-34, 37), gli ebrei (canonici 16, 37-38) e i pagani (canone 39)
- Bandire il mantenimento del sabato ebraico e incoraggiare la domenica (canone 29)
- Struttura delle pratiche liturgiche (canoni 14-20, 21-23, 25, 28, 58-59)
- Restrizioni durante la Quaresima (canonici 45, 49-52)
- Ammissione e istruzioni per i catecumeni e i neofiti (canoni 45-48)
- Definizione dei libri canonici che si possono leggere in chiesa (canoni 59-60)

## Canone biblico: approfondimento canoni 59-60
Il canone 59 stabiliva che fossero letti in chiesa solo i libri canonici sia del Vecchio Testamento che del Nuovo Testamento. Il canone 60 elencava questi libri. Il canone 60 stabiliva per il Nuovo Testamento 26 libri, omettendo l'Apocalisse di Giovanni, e per l'Antico Testamento i 22 libri della Bibbia ebraica più il Libro di Baruc e la Lettera di Geremia.
L'autenticità del canone 60 però è dubbio in quanto manca in vari manoscritti e perciò si ritiene una aggiunta postuma, elenco forse ripreso da Cirillo di Gerusalemme che intorno al 350 d.C. ha prodotto un canone biblico che ha molte corrispondenze con quelle del sinodo di Laodicea, volto a dare dei riferimenti precisi alle disposizioni del canone 59 più che a stabilire un canone della Bibbia.

## Astrologia / Astronomia
Il Sinodo stabilisce anche per la prima volta nel cristianesimo la condanna esplicita dell'astrologia, proibendo ai sacerdoti di esercitarla (canone 36), una questione sulla quale teologi e legislatori non avevano ancora raggiunto un consenso